# 프레드 노리스

프레드 노리스(Fred Norris, 1955년 7월 9일 ~ )는 미국의 라디오 DJ, 배우, 각본가이다.

## 출연 작품
- 룰루 온 더 브릿지 (1998, Lulu on the Bridge)
- Cold Hearts (1999) - 조이 역
- 두 명의 니나 (1999, Two Ninas)
- 사랑보다 아름다운 유혹 (1999)

## 같이 보기
- 하워드 스턴
- 알티 레인지